# Ulrike Tauber
Ulrike Tauber (Chemnitz, 16 de junho de 1958) é uma ex-nadadora alemã, ganhadora de duas medalhas em Jogos Olímpicos.
Foi recordista mundial dos 200 metros medley entre 1974 e 1976 e entre 1977 e 1978, e dos 400 metros medley entre 1974 e 1976 e entre 1976 e 1978.